# Грачовка (Кармаскалинський район)
Грачо́вка (рос. Грачёвка, башк. Грачёвка) — присілок у складі Кармаскалинського району Башкортостану, Росія. Входить до складу Шаймуратовської сільської ради.
Населення — 70 осіб (2010; 95 в 2002).
Національний склад:
- чуваші — 73 %